# هارماتان

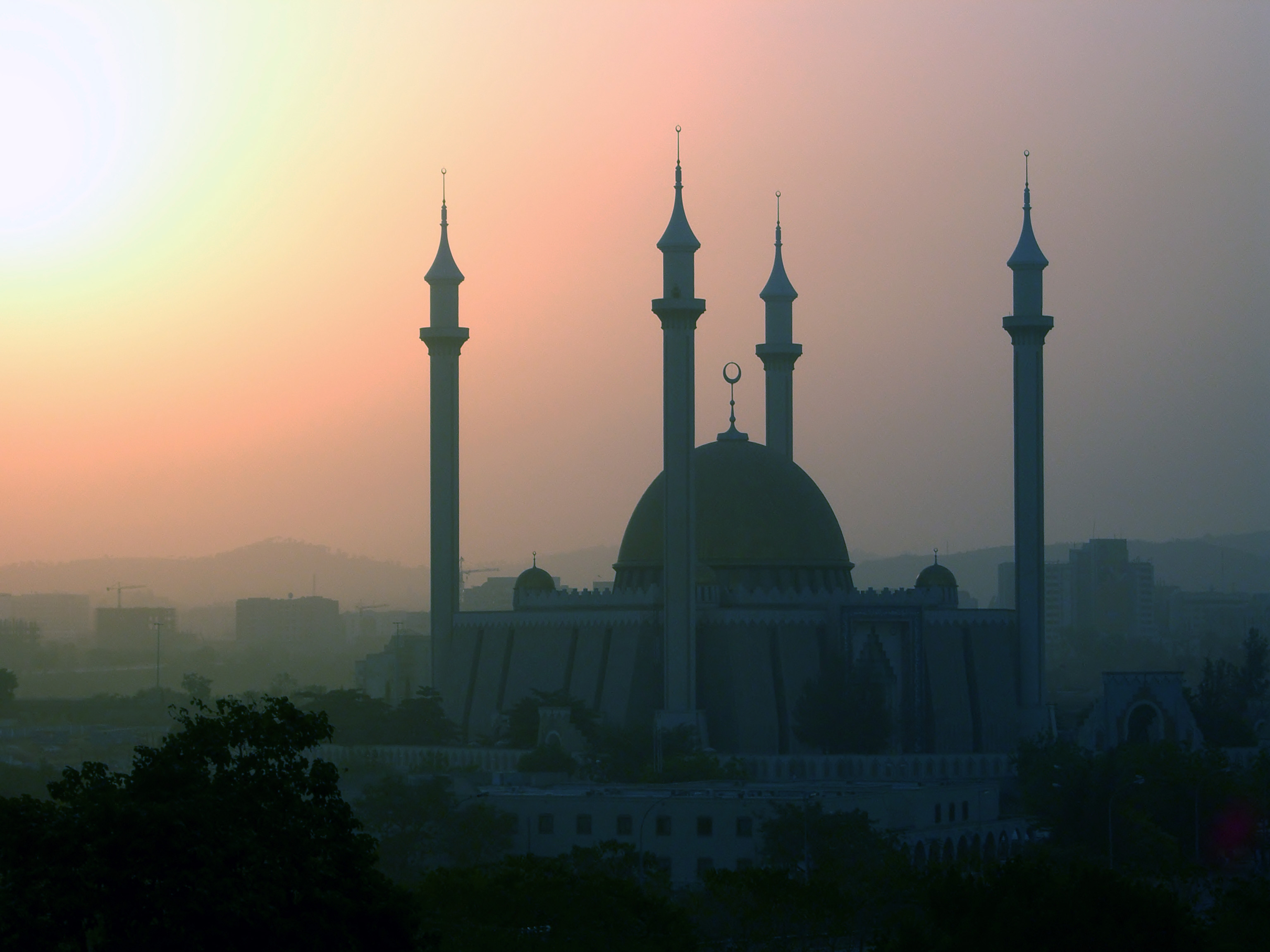
غبار هارماتان در اطراف مسجد ملی در آبوجا.

هارماتان (haramata) فصلی در آفریقای غربی است که از اواخر نوامبر میانه‌های مارس روی به طول می‌انجامد. مشخصه آن بادهای بسامان خشک و گرد و غبار شمال‌شرقی است که به همین نام (هارماتان) از صحرای بزرگ آفریقا از طریق غرب آفریقا به سمت خلیج گینه می‌وزد. این نام مربوط به کلمه هارماتا در زبان توئی است. در این فصل، دما در برخی نقاط اغلب در شب سرد است، اما می‌تواند در طول روز در مکان‌های خاصی بسیار گرم باشد، همه اینها ممکن است به شرایط محلی نیز بستگی داشته باشد.
هارماتان در فصل خشک و در ماه‌هایی با کمترین میزان تابش خورشید رخ می‌دهد. در این فصل، عرض‌های اسبی مناطق پرفشار بر روی مرکزی صحرای بزرگ آفریقا مانده و منطقه کم‌فشار همگرایی درون‌حاره‌ای (ITCZ) بر فراز خلیج گینه می‌ماند. در عبور از صحرا، هارماتان ذرات ریزگرد و غبار و ماسه (بین ۰٫۵ تا ۱۰ میکرون) را می‌گیرد. به دلیل خشکی نیروبخش این باد در مقایسه با هوای مرطوب استوایی. به هارماتان دکتر باد (doctor wind) نیز می‌گویند.

## تأثیرها
فصل هارماتان با زمستان متفاوت است، زیرا با باد سرد، خشک پر از گرد و غبار و همچنین نوسان‌های گسترده دمای محیط در روز و شب مشخص می‌شود. درجه حرارت به راحتی می‌تواند تا ۹ درجه سانتیگراد (۴۸ درجه فارنهایت) در طول روز پایین بیاید، اما گاهی در بعد از ظهر درجه حرارت می‌تواند تا ۳۰ درجه سانتیگراد (۸۶ درجه فارنهایت) نیز افزایش یابد، در حالی که رطوبت نسبی به زیر ۵٪ کاهش می‌یابد. همچنین هوا ممکن است در برخی مناطق مانند صحرای بزرگ آفریقا گرم باشد.
هنگام وزش هارماتان بر فراز منطقه، هوا به‌طور خاص خشک می‌شود. هارماتان شرایط آب و هوایی مانند بیابان را به ارمغان می‌آورد: رطوبت را کاهش می‌دهد، پوشش ابر را از بین می‌برد، از تشکیل بارندگی جلوگیری می‌کند و گاهی ابرهای بزرگی از غبار ایجاد می‌کند که می‌تواند منجر به طوفان گرد و غبار و ریزگرد شود.
باد هارماتان می‌تواند خطر آتش‌سوزی را افزایش داده و خسارت شدیدی به محصول وارد کند. برهم‌کنش هارماتان با بادهای موسمی می‌تواند باعث ایجاد پیچند شود.

### غبار هارماتان
در برخی از کشورهای غرب آفریقا، مقدار زیاد گرد و غبار در هوا می‌تواند دید را به شدت محدود کرده و جلوی تابش خورشید را برای چند روز بگیرد که با مِه سنگین قابل مقایسه است. این اثر به نام غبار هارماتان شناخته می‌شود. غبار هارماتان سالانه میلیون‌ها دلار به دلیل لغو و تغییر مسیر پروازها برای خطوط هوایی هزینه دارد. وقتی غبار ضعیف باشد، آسمان صاف است. خشکی شدید هوا ممکن است باعث از بین رفتن شاخه‌های درختان شود.

### سلامت
کاهش رطوبت تا ۱۵ درصد که می‌تواند منجر به خونریزی خودبه‌خودی برای برخی افراد شود، از تأثیرها هارماتان بر سلامتی افراد است. سایر اثرات سلامتی بر روی انسان ممکن است شامل تغییر شرایط پوستی (خشکی پوست)، خشک‌شدن یا ترک‌خوردن لب‌ها، چشم‌ها و دستگاه تنفسی و از جمله تشدید آسم باشد.